# Elezioni regionali in Emilia-Romagna del 1985
Le elezioni regionali in Emilia-Romagna del 1985 si tennero il 12-13 maggio.

## Risultati elettorali
| Liste                                                  | Voti      | %     | Seggi |
| ------------------------------------------------------ | --------- | ----- | ----- |
| Partito Comunista Italiano (PCI)                       | 1.382.913 | 47,04 | 26    |
| Democrazia Cristiana (DC)                              | 722.286   | 24,57 | 13    |
| Partito Socialista Italiano (PSI)                      | 320.809   | 10,91 | 4     |
| Partito Repubblicano Italiano (PRI)                    | 138.030   | 4,70  | 2     |
| Movimento Sociale Italiano - Destra Nazionale (MSI-DN) | 125.346   | 4,26  | 2     |
| Partito Socialista Democratico Italiano (PSDI)         | 78.651    | 2,68  | 1     |
| Lista Verde (LV)                                       | 67.109    | 2,28  | 1     |
| Partito Liberale Italiano (PLI)                        | 47.092    | 1,60  | 1     |
| Democrazia Proletaria (DP)                             | 33.190    | 1,13  | -     |
| Alleanza Italiana Pensionati-Liga Veneta (AIP-ŁV)      | 11.564    | 0,39  | -     |
| Alleanza Italiana Pensionati (AIP)                     | 5.634     | 0,19  | -     |
| Union Valdôtaine-Partito Democratico-UPAP-Ecologia     | 4.815     | 0,16  | -     |
| Partito Nazionale Pensionati (PNP)                     | 2.261     | 0,08  | -     |
| Totale                                                 | 2.939.700 |       | 50    |

| Riepilogo dei seggi | Riepilogo dei seggi | Riepilogo dei seggi | Riepilogo dei seggi | Riepilogo dei seggi | Riepilogo dei seggi | Riepilogo dei seggi |
| ------------------- | ------------------- | ------------------- | ------------------- | ------------------- | ------------------- | ------------------- |
|                     |                     |                     |                     |                     |                     |                     |
| PCI                 | 26                  | ━                   |                     | PSI                 | 4                   | ━                   |
| PSDI                | 1                   | ▼ 1                 |                     | LV                  | 1                   | Nuovo               |
| PRI                 | 2                   | ━                   |                     | DC                  | 13                  | ━                   |
| PLI                 | 1                   | ━                   |                     | MSI-DN              | 2                   | ▲ 1                 |
| PdUP                | 0                   | ▼ 1                 |                     |                     |                     |                     |

## Consiglieri eletti
| Collegio      | Lista                                         | Eletto                    |
| ------------- | --------------------------------------------- | ------------------------- |
| Bologna       | Partito Comunista Italiano                    | Giorgio Alessi            |
| Bologna       | Partito Comunista Italiano                    | Felicia Bottino           |
| Bologna       | Partito Comunista Italiano                    | Paola Bottoni             |
| Bologna       | Partito Comunista Italiano                    | Federico Castellucci      |
| Bologna       | Partito Comunista Italiano                    | Giorgio Frabboni          |
| Bologna       | Partito Comunista Italiano                    | Laura Renzoni Governatori |
| Bologna       | Democrazia Cristiana                          | Renzo Contini             |
| Bologna       | Democrazia Cristiana                          | Fabio Garagnani           |
| Bologna       | Democrazia Cristiana                          | Virginiangelo Marabini    |
| Bologna       | Partito Socialista Italiano                   | Gabriele Gherardi         |
| Bologna       | Movimento Sociale Italiano - Destra Nazionale | Alessandro Mazzanti       |
| Bologna       | Partito Socialista Democratico Italiano       | Raffaele Trivellini       |
| Bologna       | Lista Verde                                   | Vito Totire               |
| Bologna       | Partito Liberale Italiano                     | Gualtiero Fiorini         |
| Ferrara       | Partito Comunista Italiano                    | Radames Costa             |
| Ferrara       | Partito Comunista Italiano                    | Giuseppe Corticelli       |
| Ferrara       | Partito Comunista Italiano                    | Alessandra Zagatti        |
| Ferrara       | Democrazia Cristiana                          | Paolo Siconolfi           |
| Ferrara       | Partito Socialista Italiano                   | Giovanni Piepoli          |
| Forlì         | Partito Comunista Italiano                    | Lanfranco Turci           |
| Forlì         | Partito Comunista Italiano                    | Giorgio Ceredi            |
| Forlì         | Partito Comunista Italiano                    | Giuseppe Chicchi          |
| Forlì         | Partito Comunista Italiano                    | Angiolino Mini            |
| Forlì         | Democrazia Cristiana                          | Giobbe Gentili            |
| Forlì         | Democrazia Cristiana                          | Ermanno Vichi             |
| Forlì         | Partito Socialista Italiano                   | Stefano Servadei          |
| Forlì         | Partito Repubblicano Italiano                 | Stelio De Carolis         |
| Forlì         | Movimento Sociale Italiano - Destra Nazionale | Flavio Giunchi            |
| Modena        | Partito Comunista Italiano                    | Giuseppe Gavioli          |
| Modena        | Partito Comunista Italiano                    | Isa Ferraguti             |
| Modena        | Partito Comunista Italiano                    | Germano Bulgarelli        |
| Modena        | Partito Comunista Italiano                    | Luciano Guerzoni          |
| Modena        | Democrazia Cristiana                          | Carlo Giovanardi          |
| Modena        | Democrazia Cristiana                          | Maurizio Venuta           |
| Parma         | Partito Comunista Italiano                    | Renato Albertini          |
| Parma         | Partito Comunista Italiano                    | Gianni Cugini             |
| Parma         | Democrazia Cristiana                          | Corrado Truffelli         |
| Parma         | Democrazia Cristiana                          | Giuseppe Costella         |
| Parma         | Partito Socialista Italiano                   | Claudio Talignani         |
| Piacenza      | Partito Comunista Italiano                    | Pier Luigi Bersani        |
| Piacenza      | Democrazia Cristiana                          | Fausto Frontini           |
| Ravenna       | Partito Comunista Italiano                    | Veniero Lombardi          |
| Ravenna       | Partito Comunista Italiano                    | Elsa Signorino            |
| Ravenna       | Partito Comunista Italiano                    | Davide Visani             |
| Ravenna       | Democrazia Cristiana                          | Pier Antonio Rivola       |
| Ravenna       | Partito Repubblicano Italiano                 | Sauro Camprini            |
| Reggio Emilia | Partito Comunista Italiano                    | Riccarda Nicolini         |
| Reggio Emilia | Partito Comunista Italiano                    | Moris Bonacini            |
| Reggio Emilia | Partito Comunista Italiano                    | Alessandro Carri          |
| Reggio Emilia | Democrazia Cristiana                          | Pierluigi Castagnetti     |